# 田中通裕
田中 通裕（たなか みちひろ、1949年2月2日 - ）は、日本の法学者。専門は民法、特に親族法・相続法。研究テーマは、親権法・フランス親子法。学位は、博士（法学）（関西学院大学・論文博士・1994年）（学位論文「親権法の歴史と課題」）。関西学院大学教授を経て、関西学院大学名誉教授。兵庫県出身。

## 人物
親族法、相続法およびフランス家族法の研究に精力的に取り組んでいる。「一貫してフランス親子法を素材とする研究を続ける貴重な研究者」との評価がある

## 略歴
- 1972年 - 関西学院大学法学部卒業
- 1979年 - 関西学院大学大学院法学研究科博士課程単位取得満期退学
- 1979年 - 関西学院大学法学部助手
- 1981年 - 関西学院大学法学部専任講師
- 1983年 - 関西学院大学法学部助教授
- 1989年 - 関西学院大学法学部教授
- 2003年 - 関西学院大学法学部長（2005年3月まで）
- 2017年 - 定年退職にて関西学院大学名誉教授

## 恩師
大学院では、福地俊雄（元関西学院大学名誉教授）に師事した。

## 学会活動
- 日本私法学会理事（2013年 - 2015年）
- 日本家族法<社会と法>学会理事（2007年 - 2016年）
- 日本家族法<社会と法>学会幹事（2004年 - 2007年）
- 比較法学会理事（2000年 - 2004年）

## 受賞
- 第1回尾中郁夫家族法学術奨励賞（受賞論文「フランス親権法の発展」、1990年）

## 著書

### 単著
- 『親権法の歴史と課題』（信山社、1993年）

### 共著
- 『プリメール民法(5)家族法 第3版』（法律文化社、2014年）

### 分担執筆
- 『慰謝料算定の理論』（ぎょうせい、2010年）
- 『家事事件の現況と課題』（判例タイムズ社、2006年）
- 『現代社会と民法 第3版』（有信堂高文社、2006年）
- 『新版注釈民法(25)親族(5)親権・後見・保佐及び補助・扶養』（有斐閣、2004年）
- 『演習ノート親族法・相続法（全訂版）』（法学書院、2002年）
- 『高齢社会の親子法』（勁草書房、1995年）

## 論文
- 『注釈・フランス家族法(10)』（法と政治64巻2号、2013年）
- 『注釈・フランス家族法(9)』（法と政治64巻1号、2013年）
- 『注釈・フランス家族法(8)』（法と政治63巻4号、2013年）
- 『注釈・フランス家族法(7)』（法と政治63巻3号、2012年）
- 『注釈・フランス家族法(6)』（法と政治63巻2号、2012年）
- 『家事裁判例紹介 未成年の子がいる性同一性障害者の名の変更[高松高裁平成22年10月12日決定]（民商法雑誌146巻2号、2012年）
- 『注釈・フランス家族法(5)』（法と政治62巻4号、2012年）
- 『注釈・フランス家族法(4)』（法と政治62巻3号、2011年）
- 『親権法の立法課題‑離婚後の共同親権を中心として‑』（法律時報、2011年）
- 『注釈・フランス家族法(3)』（法と政治62巻2号、2011年）
- 『離婚慰謝料についての一考察』（法と政治62巻1号、2011年）
- 『注釈・フランス家族法(2)』（法と政治61巻4号、2011年）
- 『注釈・フランス家族法(1)』（法と政治61巻3号、2010年）
- 『児童養護施設入所措置の再度の更新が認容された事例』（民商法雑誌142巻2号、2010年）
- 『性別の取扱いの変更申立てが申立権を濫用したものとして却下された事例』（法学セミナー増刊Vol.6、2010年）
- 『家事裁判例紹介 親権者の職務執行停止・職務代行者選任（手術不同意）[名古屋家裁平成18年7月25日審判]』（民商法雑誌120巻4-5号、2008年）
- 『親権法のあるべき姿を求めて - 比較法の概観- 』（家族＜社会と法＞24号、2008年）
- 『フランスの親権法』（民商法雑誌163巻4-5号、2007年）
- 『氏名権の法理』（民商法雑誌120巻4-5号、2000年）
- 『家事裁判例紹介 調停成立の六か月後にした親権者変更の申立ての当否[仙台高裁平成4年12月2日決定]』（民商法雑誌120巻4-5号、2000年）
- 『フランス親権法の最近の改正をめぐって - 離婚および非嫡出子の場合における親権共同行使の試み - 』（比較法研究52号、1990年）
- 『フランス損害賠償制度におけるフォート(faute)』（法と政治27巻1号、1975年）

## 門下生
- 立石直子 ‐ 岐阜大学准教授